# Heterospilus zaykovi
Heterospilus zaykovi är en stekelart som beskrevs av Van Achterberg 1992. Heterospilus zaykovi ingår i släktet Heterospilus och familjen bracksteklar. Inga underarter finns listade i Catalogue of Life.